# Atlantik-Brücke
Die Atlantik-Brücke e. V. wurde 1952 als Verein mit dem Ziel gegründet, eine wirtschafts-, finanz-, bildungs- und militärpolitische Brücke zwischen den Vereinigten Staaten und Deutschland zu schlagen.
Zu den Mitgliedern der Atlantik-Brücke zählen heute etwa 800 führende Persönlichkeiten aus Bank- und Finanzwesen, Wirtschaft, Politik, Medien und Wissenschaft. Die Atlantik-Brücke fungiert als Netzwerk und privates Forum für Transatlantische Zusammenarbeit. Sitz des Vereins ist das Magnus-Haus in Berlin.

## Verein und Zweck

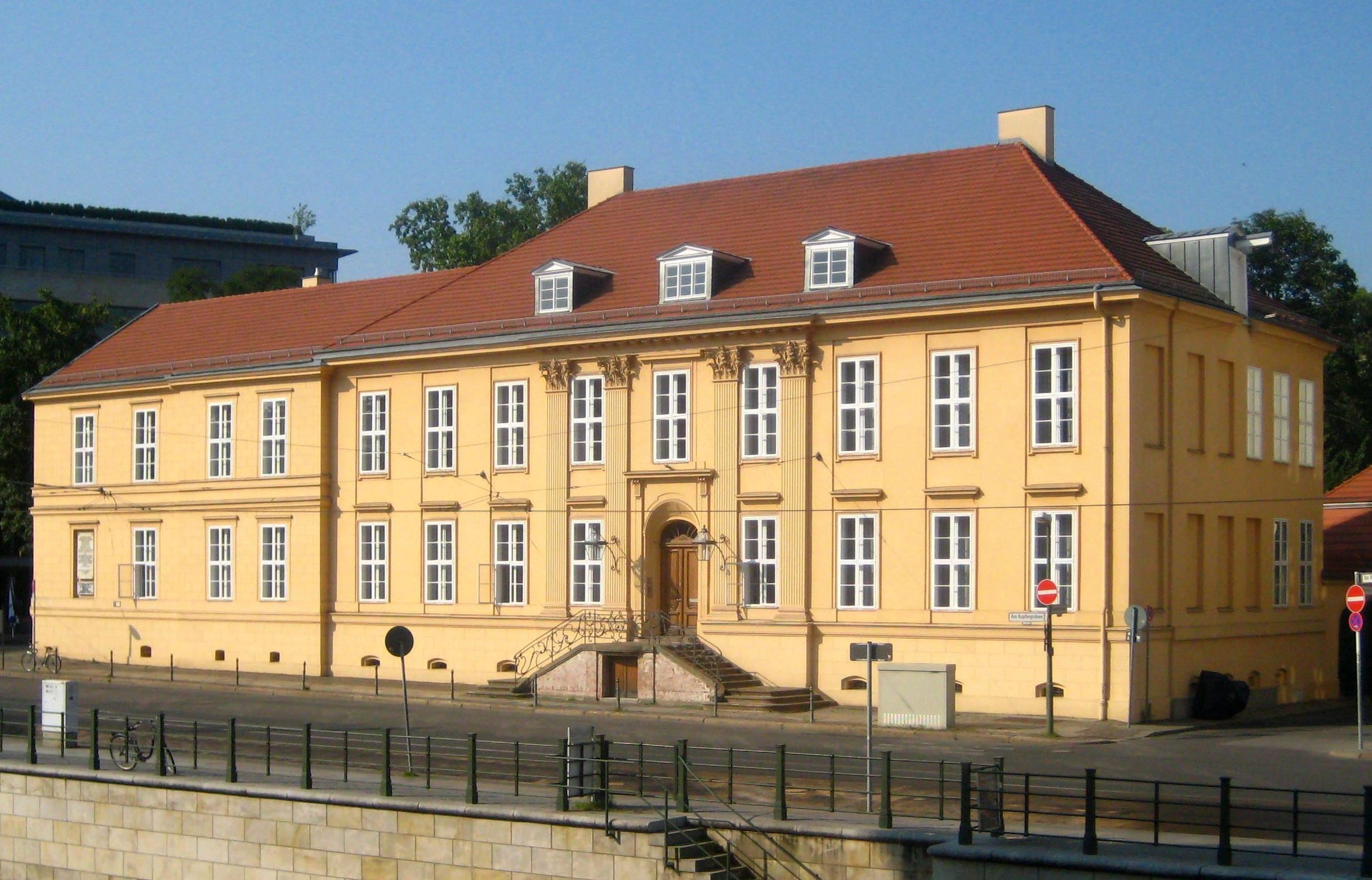
Das Magnus-Haus in Berlin-Mitte

Der Verein hat seinen Sitz in Berlin und verfolgt laut Satzung „Bildungs-, wissenschaftliche, kulturelle und mildtätige Zwecke sowie die Förderung der Völkerverständigung. Hierbei will der Verein die Berufs- und Volksbildung auf nationaler und internationaler Ebene, hier insbesondere in den Vereinigten Staaten von Amerika, in Kanada und in Europa fördern. Darüber hinaus will der Verein das Verständnis für Deutschland in anderen Staaten, insbesondere in den Vereinigten Staaten von Amerika, in Kanada sowie den europäischen Staaten, ebenso das Verständnis für die vorgenannten Staaten in Deutschland fördern und damit einen Beitrag zur Freundschaft zwischen Deutschland und anderen Staaten leisten.“
Die Organe des Vereins sind die Mitgliederversammlung sowie der Vorstand (§ 5), der von einem International Advisory Council in der Ausübung seiner Aufgaben unterstützt wird (§ 8).
Der Verein finanziert sich durch Mitgliedsbeiträge. Einzelne Veranstaltungen werden selektiv gefördert durch Firmen und Institutionen wie die Deutsche Bank, das Privatbankhaus M.M.Warburg & CO, die Nomura Holdings Investment-Bank, die Deutsche Bundesbank, die DZ Bank, den Technologiekonzern IABG, die Volkswagen AG und das Auswärtige Amt.
Regelmäßige Mitglieder- und Young-Leader-Alumni-Treffen finden in Deutschland und den USA statt.

## Geschichte

Initiator der Atlantik-Brücke John Jay McCloy

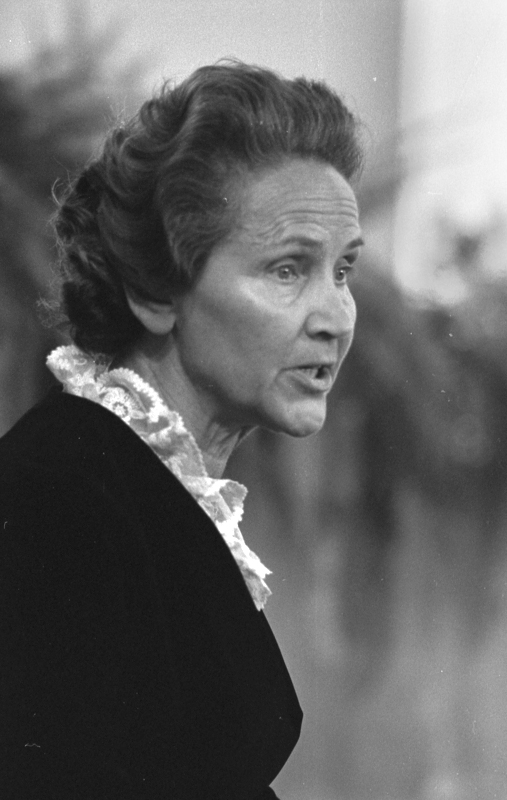
Gründungsmitglied Gräfin Dönhoff

Der transatlantische Verein wurde 1952 in Hamburg von den Bankiers Eric M. Warburg und Gotthard Freiherr von Falkenhausen, dem Unternehmer und Politiker Erik Blumenfeld, den beiden Publizisten und Herausgebern der Wochenzeitung Die Zeit, Marion Gräfin Dönhoff und Ernst Friedlaender, dem Unternehmer Hans Karl von Borries sowie dem Präsidenten  des Deutschen Industrie- und Handelstages, Albert Schäfer, zunächst als Transatlantikbrücke gegründet. Als Initiator wirkte der ehemalige Präsident der Weltbank, Direktor der privaten US-Denkfabrik für die Gestaltung der US-Außenpolitik Council on Foreign Relations (CFR) sowie Vorstandsvorsitzender von Rockefellers Chase Manhattan Bank, John J. McCloy, entscheidend mit. Als Schirmherren fungierten der Hamburger Bürgermeister Max Brauer und der Oberbürgermeister West-Berlins, Ernst Reuter. Am 18. Januar 1955 wurde der Verein beim Amtsgericht Hamburg eingetragen. Das am 4. Juli 1956 in Atlantik-Brücke umbenannte Elite-Netzwerk gilt als „eine der einflussreichsten und exklusivsten Organisationen der Berliner Republik“.
Das Hauptaugenmerk des Vereins liegt seit seiner Gründung auf der Förderung persönlicher Begegnungen zwischen deutschen und amerikanischen Führungskräften aus Wirtschafts- und Geistesleben. Gräfin Dönhoff benannte bereits kurz nach Vereinsgründung das Fernziel, politikberatenden Privatinstitutionen wie dem britischen Chatham House und dem US-amerikanischen Council on Foreign Relations zu ähneln. Die Atlantik-Brücke sah sich im Zeitalter von Massendemokratie und Medienwirksamkeit als ein Teil der öffentlichen Meinung, die es mit allen Möglichkeiten des Vereins zu beeinflussen galt. Die Atlantik-Brücke hatte demzufolge den Anspruch, als privater, nichtstaatlicher Think Tank zu fungieren und mit Lösungsvorschlägen meinungsbildend zu wirken. 1981 widmete die FAZ diesem Grundansatz der Atlantik-Brücke ausführlichen publizistischen Raum. In Anspielung auf das in den USA verbreitete System privater Gesellschaften, „die nicht zu entscheiden haben, aber dennoch zum Entscheidungshintergrund gehören“ und daher in Deutschland eine unerhört neue Erfahrung bilden, hieß es, „ein Purist der Demokratie könnte Bedenken gegen derartige elitäre Mitbestimmungsgruppen haben“.
Von 1957 bis 1970 gab der Verein das englischsprachige Informationsblatt Meet Germany für in Deutschland stationierte US-Soldaten heraus. 1963 wurde dies durch Seminare für US-Offiziere ergänzt, die bis heute fortgesetzt werden. Seit 1990 finden im Magnus-Haus jährliche Expertengespräche mit dem United States European Command statt, bei denen deutsche und amerikanische Generäle mit Vertretern aus Politik, Wirtschaft und Medien zusammenkommen. Bis zum fünfzigjährigen Jubiläum der Atlantik-Brücke im Jahre 2002 hatten über neuntausend amerikanische Offiziere an diesen Seminaren teilgenommen.
Weitere Seminare, Konferenzen, Young-Leader-Treffen, Round-Table-Diskussionen und Ehrungen werden regelmäßig in Räumlichkeiten des Vereins freundschaftlich verbundenen Institutionen und Konzernen abgehalten. Die Atlantik-Brücke ist Gründungsmitglied des New Traditions Network, einem  Netzwerkzusammenschluss von 60 in Deutschland ansässigen pro-amerikanischen Think Tanks, Stiftungen und Regierungsorganisationen, der von der US-Botschaft Berlin koordiniert wird.
Als 2002/2003 die Beziehungen zwischen Deutschland und den Vereinigten Staaten belastet waren, schaltete die  Atlantik-Brücke am 16. Februar 2003 die Solidaritätsanzeige A Message from Germany – Eine Botschaft aus Deutschland für 140.000 US-Dollar in der Sonntagsausgabe der New York Times. Die ganzseitige Botschaft wurde zudem in deutscher Sprache in der FAZ, Die Welt und der Financial Times Deutschland abgedruckt.
Am 12. März 2010 wurde in Kooperation mit dem Fernsehsender Phoenix erstmals eine Veranstaltung des Vereins im öffentlich-rechtlichen Fernsehen gesendet. Die Atlantik-Brücke veranstaltete am 10. März 2010 ein Gespräch in der Helmut-Schmidt-Universität/Universität der Bundeswehr Hamburg mit den Mitgliedern Bundeskanzler a. D., Helmut Schmidt, und dem Bundesminister der Verteidigung, Karl-Theodor zu Guttenberg, zu dem Thema „Bundeswehr im Einsatz: Krisenherd Afghanistan“. Die Diskussion moderierte der Vorsitzende der Atlantik-Brücke Friedrich Merz.

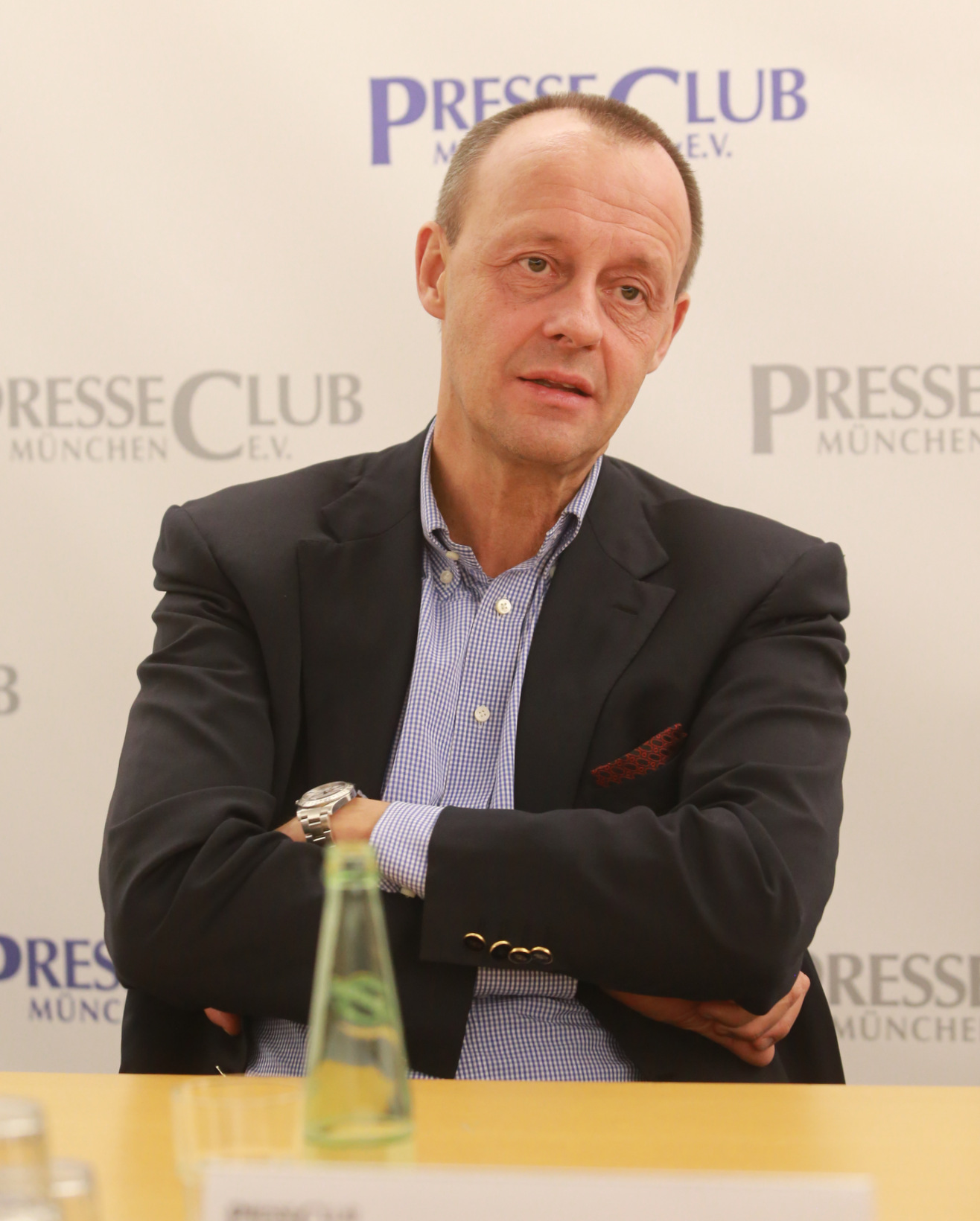
Friedrich Merz, deutscher Rechtsanwalt, Manager und Politiker der CDU und Bundeskanzler der Bundesrepublik Deutschland hier am 1. Februar 2017 im internationalen Münchner Presseclub

Anlässlich der 60-Jahr-Feier des Vereins im Deutschen Historischen Museum in Berlin am 2. Juli 2012 hielt Bundeskanzlerin Angela Merkel die entsprechenden Festreden an „den lieben Friedrich Merz, der Familie Warburg, Bundeskanzler Helmut Schmidt, Exzellenzen und lieben Freunden und Mitgliedern der Atlantik-Brücke“. Unter dem Motto 60 Years of Transatlantic Relations kamen rund 170 Young-Leaders-Alumni der Atlantik-Brücke am Morgen des 2. Juli 2012 in Berlin zusammen. Anlass der Konferenz war ebenfalls das 60. Gründungsjubiläum der Atlantik-Brücke. Der damalige Bundesaußenminister Guido Westerwelle sprach vor den Young Leaders zum Thema „Partner in Verantwortung“. Gastgeber war die European School of Management and Technology. Zum 60. Geburtstag veröffentlichte die Atlantik-Brücke auf YouTube 14 Interviews mit Henry Kissinger, Angela Merkel, Guido Westerwelle, Kai Diekmann, Richard von Weizsäcker, Walther Leisler Kiep und anderen langjährigen Mitgliedern.
Die Geschäftsstelle des Vereins befand sich anfangs in Hamburg, zog 1983 nach Bonn in die Villa Adenauerallee 131, um den unmittelbaren Kontakt zur Politik zu suchen, und sitzt demzufolge seit Juli 1999 in Berlin, im Nachbarhaus der Privatwohnung von Bundeskanzlerin Angela Merkel.
2010 waren mehrere Vorstandsmitglieder, darunter zunächst auch der Vorsitzende Friedrich Merz, von ihren Ämtern zurückgetreten, nachdem der Ehrenvorsitzende Walther Leisler Kiep heftige Kritik an Merz geübt hatte und ihn in einem Schreiben zum Rücktritt aufforderte. Merz hatte zum Missfallen Kieps öffentlichkeitswirksam „der politischen Klasse, insbesondere Angela Merkel, mangelnde politische Führung“ vorgeworfen. Merz, der als Modernisierer der „in Ehren ergrauten Institution“ Atlantik-Brücke angetreten ist, stellte sich erneut zur Wahl und wurde mit großer Zustimmung wiedergewählt. Der neue Kurs von Merz sah u. a. eine Emanzipation von wirtschafts- und finanzpolitischen Zukunftsstrategien amerikanischer Think Tanks vor.

## Strukturen
Der Verein wird vom Vorstand geleitet, dem ein internationales Beratergremium zur Seite steht.

### Vorstand
Stand: März 2024
| Name                             | Funktion                       | weitere Tätigkeiten und Mitgliedschaften |
| -------------------------------- | ------------------------------ | --- |
| Sigmar Gabriel                   | Vorsitzender                   | SPD, ehemaliger Bundesvorsitzender der SPD, Vizekanzler, Bundesminister des Auswärtigen, Bundesminister für Wirtschaft und Energie, Bundesminister für Umwelt, Naturschutz und Reaktorsicherheit, Ministerpräsident von Niedersachsen, Mitglied des Niedersächsischen Landtages |
| Norbert Röttgen                  | stellvertretender Vorsitzender | CDU, Bundesminister a. D., MdB, Vorsitzender des Auswärtigen Ausschusses des Deutschen Bundestages |
| Michael Hüther                   | stellvertretender Vorsitzender | Wirtschaftsforscher und Direktor des Instituts der deutschen Wirtschaft Köln |
| Ute Wolf                         | Schatzmeisterin                | Finanzvorstand, Evonik Industries, Essen |
| Julia Friedlander                | Geschäftsführerin              | |
| Kai Diekmann                     | Vorstandsmitglied              | ehem. Gesamtherausgeber BILD-Gruppe, ehem. Chefredakteur Bild, Bild am Sonntag |
| Andreas Raymond Dombret          | Vorstandsmitglied              | Oliver Wyman, New York; Mitglied a. D. des Vorstands der Deutschen Bundesbank |
| Angelika Gifford                 | Vorstandsmitglied              | Meta, München |
| Jürgen Großmann                  | Vorstandsmitglied              | ehemaliger Vorstandsvorsitzender RWE AG, Aufsichts-/Beirat u. a. Deutsche Bahn AG, Volkswagen AG, British American Tobacco, Mitglied American Council on Germany |
| Metin Hakverdi                   | Vorstandsmitglied              | SPD, MdB, Deutscher Bundestag |
| Wolfgang Ischinger               | Vorstandsmitglied              | Bis 2022 Vorsitzender der Münchner Sicherheitskonferenz, Global Head of Government Relations und Aufsichtsratsmitglied Allianz SE, Mitglied Trilaterale Kommission, Council ECFR, American Academy Berlin, American Jewish Committee, Stiftung Wissenschaft und Politik         |
| Alexander Graf Lambsdorff        | Vorstandsmitglied              | FDP, deutscher Botschafter in Moskau, ehemaliges MdB, ehemaliges MdEP, DGAP, Council ECFR, Gründungsmitglied Atlantische Initiative, Mitglied im Beirat des American Jewish Committee                                                                                           |
| Eveline Metzen                   | Vorstandsmitglied              | American Chamber of Commerce in Germany, Frankfurt am Main |
| James von Moltke                 | Vorstandsmitglied              | Deutsche Bank |
| Omid Nouripour                   | Vorstandsmitglied              | MdB, Bündnis 90/Die Grünen, stellvertretendes Mitglied Auswärtiger Ausschuss |
| Julie Linn Teigland              | Vorstandsmitglied              | Ernst & Young Wirtschaftsprüfungsgesellschaft, Mannheim |
| Anahita Thoms                    | Vorstandsmitglied              | Baker & McKenzie, Düsseldorf |
| Friederike von Tiesenhausen Cave | Vorstandsmitglied              | Bloomberg, London |
| Karsten Uhlmann                  | Vorstandsmitglied              | Leiter der Frankfurter Brauhaus GmbH |
| Nagila Warburg                   | Vorstandsmitglied              | Stiftung Warburg Archiv, Hamburg |

### International Advisory Council
Stand: 5. Dezember 2017
| Name                   | Funktionen und Mitgliedschaften |
| ---------------------- | --- |
| John Bryson            | US-Handelsminister (Demokratische Partei), bis 2008 Vorstandsvorsitz Edison International |
| James L. Jones         | Nationale Sicherheitsberater der US-Regierung (Demokratische Partei), (Mitgliedschaft ruht seit 2009 aufgrund der Stellung als Sicherheitsberater)                                                         |
| Philip D. Murphy       | Gouverneur von New Jersey, 2009–2013 US-Botschafter in Deutschland, Demokratische Partei, zuvor CEO Goldman Sachs Asia,                                                                                    |
| Fernando Becalli-Falco | Vorstandsvorsitz General Electric, Trilaterale Kommission, Board of Directors Center for European Studies der Harvard University                                                                           |
| Arend Oetker           | Dr. Arend Oetker Holding GmbH & Co. KG, Mitglied Trilaterale Kommission, Präsident DGAP, INSM, Präsidium Bundesvereinigung der Deutschen Arbeitgeberverbände, Vizepräsident BDI, American Jewish Committee |
| Roland Berger          | Roland Berger Strategy Consultants, Investmentgesellschaft Berger Lahnstein Middelhoff & Partners LLP, Council ECFR                                                                                        |
| Werner Wenning         | bis 2010 Vorstand Bayer AG, Aufsichtsrat E.ON AG, Evonik Industries AG, Deutsche Bank AG |
| Ekkehard Schulz        | bis 2011 Vorstandsvorsitzender der ThyssenKrupp AG |
| Rupert Stadler         | Vorstandsvorsitzender Audi AG |
| Ratan Tata             | Vorstandsvorsitzender Tata-Gruppe |
| Günter Blobel († 2018) | US-amerikanischer Biochemiker, Rockefeller University, 1999 Nobelpreis für Medizin |
| Ulrich Steger          | Wirtschaftswissenschaftler, Hochschullehrer am International Institute for Management Development, Manager                                                                                                 |

## Mitgliedschaft

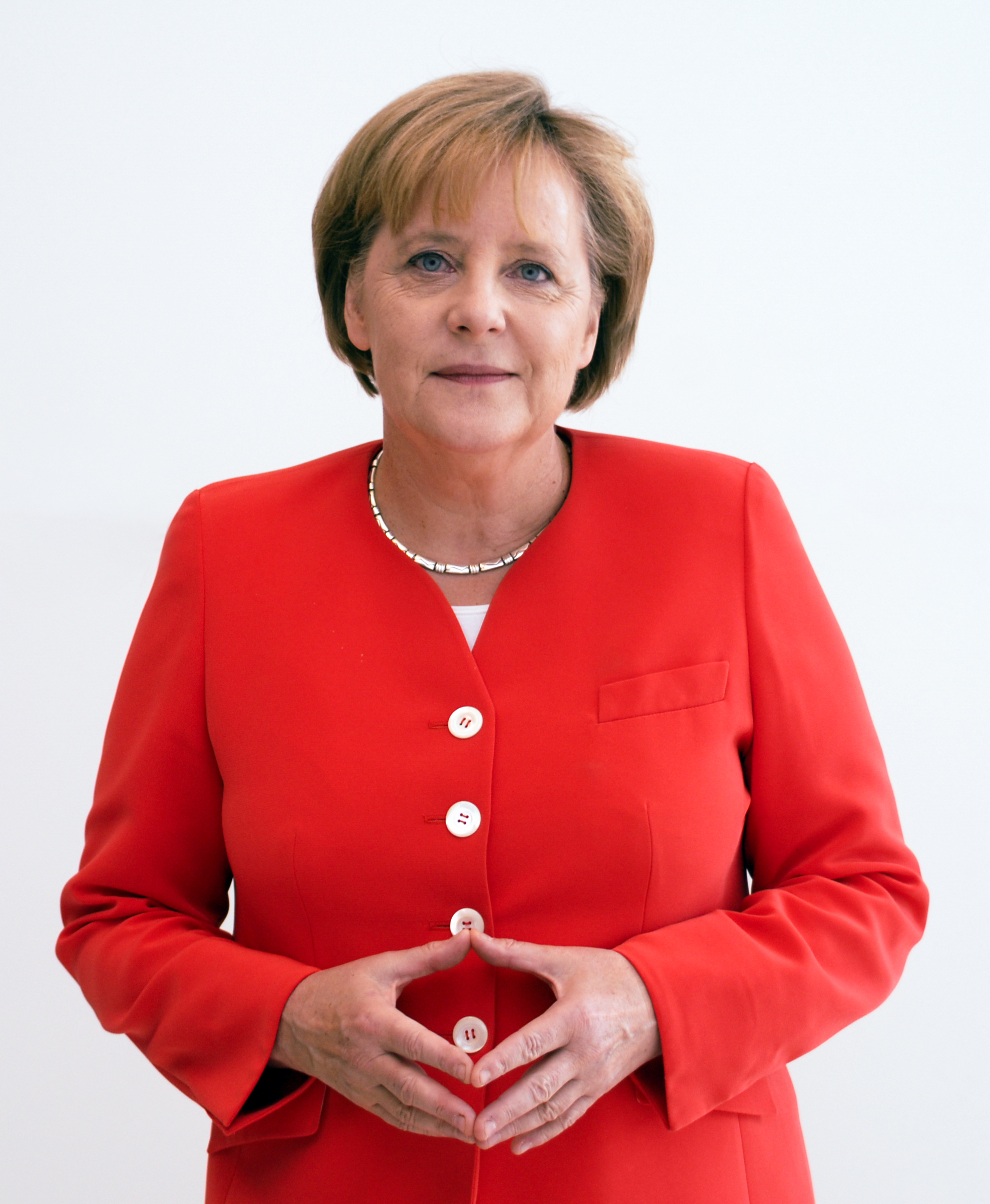
Mitglied Kanzlerin a. D. Angela Merkel

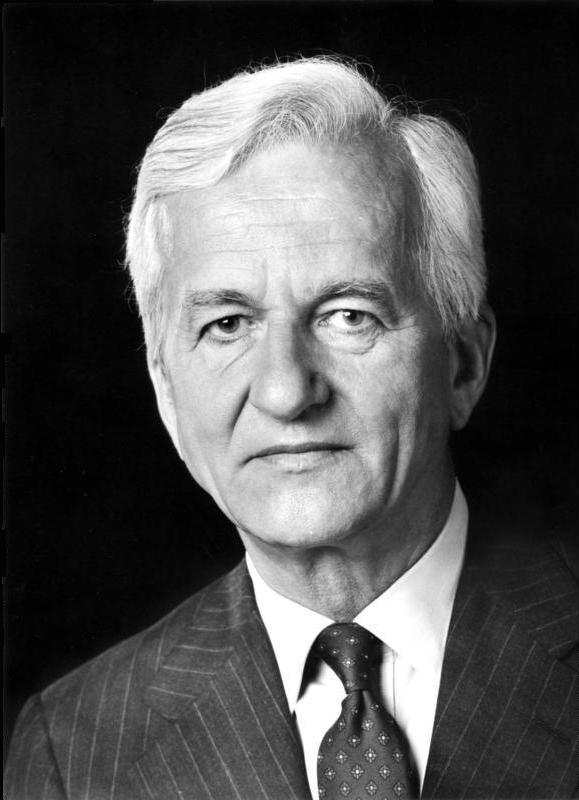
Ehrenmitglied Richard von Weizsäcker

Die Mitgliedschaft ist nur durch Nominierung und Kooptation durch den Vorstand möglich. Am 1. Juni 2010 hatte der Verein 493 Mitglieder, davon 252 aus der Wirtschaft, 82 aus der Politik, 40 aus den Medien, 27 aus der Wissenschaft, 14 aus Verbänden, Gewerkschaften und Stiftungen und 78 aus freien Berufsgruppen. Der Mitgliedsbeitrag liegt bei jährlich 300 Euro für Bundestagsabgeordnete sowie 1000 Euro für andere Mitglieder.
Aktuelle Mitglieder sind unter anderem die ehemalige Bundeskanzlerin Angela Merkel, der ehemalige Vorsitzende der Deutschen Bank AG Jürgen Fitschen, der ehemalige Vorstandsvorsitzende von Goldman Sachs Deutschland Alexander Dibelius, der Vorsitzende der Axel Springer SE Mathias Döpfner, der zu Daimler-Benz gewechselte, ehemalige Staatssekretär von Angela Merkel Eckart von Klaeden, dessen Bruder, der Leiter für Regierungsbeziehungen der Axel Springer SE, Dietrich von Klaeden, der ehemalige SPD-Vorsitzende und Bundesaußenminister Sigmar Gabriel, der ehemalige Vorstandsvorsitzende von EADS (Airbus) Thomas Enders sowie der frühere Porsche-Vorstand Martin Winterkorn, zudem der Präsident der Deutschen Bundesbank Jens Weidmann und der Vorstandsvorsitzende der Deutschen Bundesbank Andreas Raymond Dombret, die gemeinsam im Board of Directors der als „Bank der Zentralbanken“ geltenden Bank für Internationalen Zahlungsausgleich in Basel sitzen, sowie Michael Vassiliadis, Vorsitzender der Industriegewerkschaft Bergbau, Chemie, Energie und Ingo Zamperoni, Moderator der Tagesthemen.
Kuratoriumsmitglieder der angeschlossenen Stiftung Atlantik-Brücke sind unter anderem der ehemalige Bundesverteidigungsminister Volker Rühe sowie der Moderator der ZDF-Nachrichtensendung Heute-Journal Claus Kleber. Den Vorsitz des Vorstandes der Stiftung führt der CDU-Politiker Friedrich Merz.
Die Anzahl der Mitglieder steigt stetig. Bei der Gründung hatte die Atlantik-Brücke sieben Mitglieder, Ende 1957 25, Ende 1962 47, Ende 1967 57, Ende 1972 75, Ende 1977 79, im Frühjahr 1982 159, im Jahre 1992 bereits 280 und im Jahre 2010 waren es schließlich 493 Mitglieder.

## Young Leaders
Das Young-Leaders-Programm (engl. „Junge Führungskräfte“) der Atlantik-Brücke richtet sich an junge, aufstrebende Führungskräfte, die zu den jährlich stattfindenden deutsch-amerikanischen und europäischen Konferenzen eingeladen werden. Während der Konferenzen diskutieren die Teilnehmer in Plenarsitzungen und Arbeitsgruppen über aktuelle sicherheits-, außen- und wirtschaftspolitische sowie soziale Themen. Praktische Lösungsvorschläge und Empfehlungen für transatlantische Entscheidungsträger werden nach Aussage des Vereins auf diesem Wege gefunden. Seit 1973 wird alljährlich die deutsch-amerikanische Young-Leaders-Konferenz abgehalten.
Am 23. Juni 2010 gründeten Alumni der Young Leaders den zunächst eng an die Atlantik-Brücke angelehnten selbständigen Verein Atlantik Forum e. V. – die Young-Leaders-Alumni der Atlantik-Brücke. 2012 erfolgte die Umbenennung in Global Bridges, um besser auf den erweiterten Fokus des Vereins auf Asien (vor allem auf China) zu reagieren. Bei der entsprechenden Satzungsänderung wurde auch die Vorschrift über die Zusammenarbeit mit der Atlantik-Brücke aufgehoben.
Eine Reihe von Teilnehmern des Young-Leader-Programmes wurde später selbst Mitglied der Atlantik-Brücke (so z. B. Mathias Döpfner, Eckart von Klaeden, Friedbert Pflüger, Thomas Enders, Kai Diekmann, Annalena Baerbock) bzw. erlangte Führungspositionen (z. B. Karl-Theodor zu Guttenberg, Thomas Oppermann, Jens Spahn, Thomas de Maizière, Michael Kolz).

## Konferenzen, Seminare, Arbeits- und Regionalgruppen

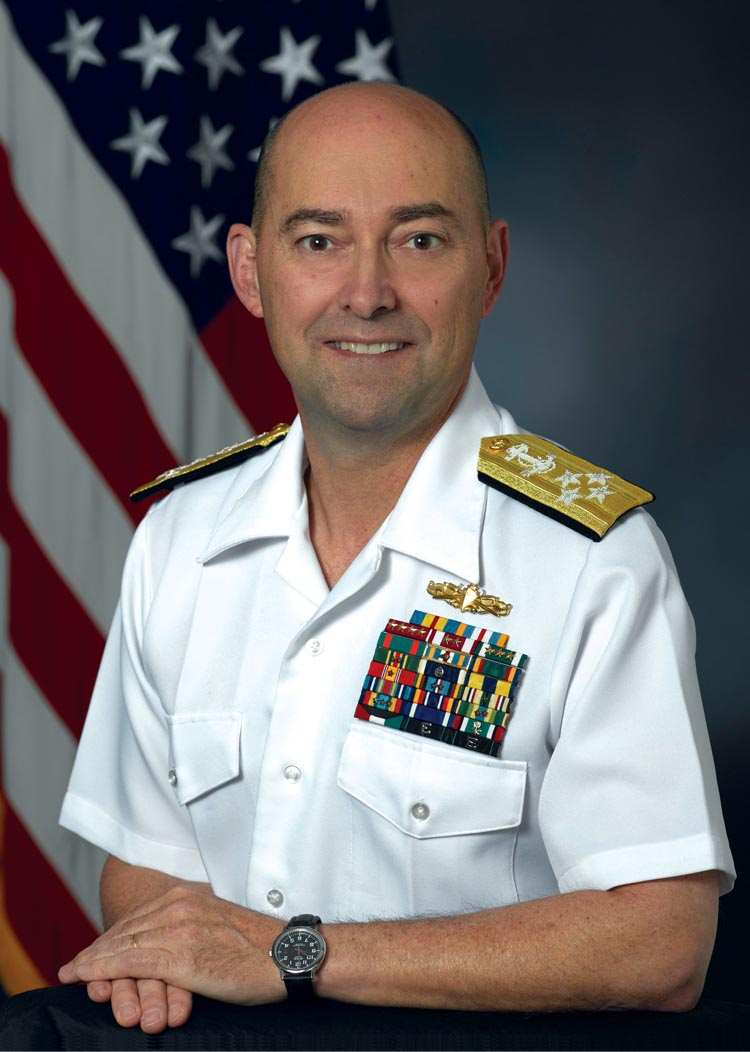
Damaliger Admiral James G. Stavridis

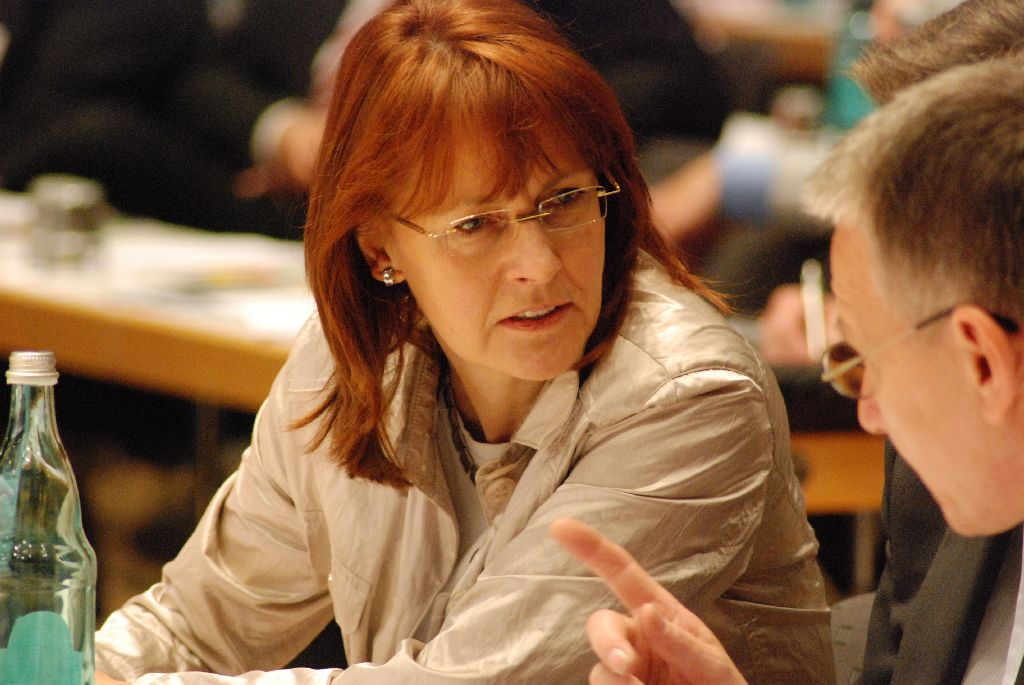
Edelgard Bulmahn, AG Klima und Energie

Mit Konferenzen und Expertengesprächen bietet der Verein deutschen und amerikanischen Experten und Entscheidungsträgern aus Wirtschaft, Politik, Wissenschaft, Medien und den Streitkräften eine Dialog-Plattform. Dazu gehören beispielsweise:
Expertengespräche mit dem United States European Command
Der Verein lud am 1. Februar 2011 bereits zum 19. Mal zum Treffen des Kommandeurs des United States European Command und der U.S. Component Commanders mit der militärischen Führung der Bundeswehr sowie hochrangigen Vertretern aus Politik, Medien und Wissenschaft ins Magnus-Haus. Bei den eintägigen Treffen werden u. a. die Zukunft der Bundeswehr und die NATO-Strategie erörtert. Diese jährlichen Treffen zwischen der militärischen Führung der US-Streitkräfte in Deutschland und Europa und der Bundeswehr wurden nach dem Fall des Eisernen Vorhangs ins Leben gerufen. Traditionell eröffnet der amerikanische Botschafter mit einem gemeinsamen Abendessen in seiner Residenz am Vorabend das Treffen. Der seinerzeitige Admiral James G. Stavridis äußerte sich folgendermaßen über die Expertengespräche: „These meetings, with the mix of military, politicians, business leaders, think tanks and media that Atlantik-Brücke brings, continue to create important venues for honest dialogue required to keep our Atlantik-Bridge strong. We are in fact stronger together.“
Begegnungsseminare für deutsche und amerikanische OffiziereDie Seminare werden bereits seit den 1960er Jahren mehrmals jährlich durchgeführt und vom Verein und der Bundeszentrale für Politische Bildung gefördert. Vertreter aus Politik und Denkfabriken präsentieren hierzu Analysen, die sie mit den Teilnehmern  diskutieren.
Arbeitskreis USAMitglieder der Atlantik-Brücke treffen sich seit 1984 dreimal jährlich mit externen Experten aus Think Tanks und Medien zu einer intensiven Round-Table-Diskussion zu transatlantischen Themen, dem Arbeitskreis USA. Dabei geht es jeweils einmal im Jahr um den Schwerpunkt Wirtschaft und Finanzen, einmal um Fragen der Außen- und Sicherheitspolitik und einmal um ein tagesaktuelles Thema. Traditionell geben zwei Gastredner Impulse, die dann unter der Leitung von Wirtschaftsexperten wie Ulrich Steger gemeinsam diskutiert werden. Das erste Treffen im Jahr findet traditionell in Frankfurt am Main in den Räumen der zweitgrößten Anwaltskanzlei der Welt, Freshfields Bruckhaus Deringer LLP statt.
Young Atlantiks ProgramIm Rahmen der Deutsch-Kanadischen Konferenz wurde 2019 das Young Atlantiks-Program gestartet. Das deutsch-kanadische Programm hat zum Ziel, eine junge Führungskräfte aus Kanada und Deutschland aus Wirtschaft, Politik, Wissenschaft und Kunst zu fördern, die sich für die transatlantischen Beziehungen einsetzen. Die Delegation nimmt an der jährlichen deutsch-kanadischen Konferenz sowie an einem anschließenden Programm teil. Dazu erfolgt ein Austausch über aktuelle und zukünftige Herausforderungen mit Führungspersonal aus Politik, Wirtschaft, Medien und Wissenschaft. Zu den Diskussionsthemen gehören Sicherheit und veränderte geopolitische Gegebenheiten, Energie und Umwelt sowie der Einfluss der Technologie auf Auswirkungen der Technologie auf Politik, Wirtschaft und Gesellschaft.
Arbeitsgruppen
Die transatlantisch ausgerichteten Arbeitsgruppen werden von den Vorständen der Atlantik-Brücke geleitet. Derzeit bietet der Verein die Arbeitsgruppen Wirtschaft, Finanzen und Märkte, die AG Klima und Energie, die AG Kultur, Bildung und Wissenschaft, eine AG Kommunikation sowie eine AG Außen- und Sicherheitspolitik für ihre Mitglieder an.
RegionalgruppenZiel der Regionalgruppen ist die intensivere Einbindung jedes Einzelnen in die Aktivitäten und Entwicklung der Atlantik-Brücke und die bessere Vernetzung untereinander.
Die Regionen unterteilen sich in Berlin/Brandenburg mit Leiter Kai Diekmann, ehemaliger Chefredakteur der Bild-Zeitung und BamS, München/Region Süd mit Leiterin Angelika Gifford von Microsoft, der Region Frankfurt/Hessen mit Leiterin Ingrid Hengster von der Royal Bank of Scotland, dem Gebiet Rhein-Ruhr mit Leiter Alexander Graf Lambsdorff sowie der Region Dresden/Leipzig mit Roland Wöller als Leiter. Die Region Hamburg/Nord leitet Max Warburg (Enkel des Bankiers Max Warburg), M.M.Warburg & CO.

## American Council on Germany & Council on Foreign Relations

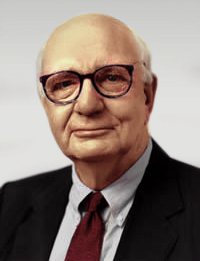
Ehemaliger Vorsitzender der Fed Paul Volcker

Die Atlantik-Brücke ist nicht zu trennen  von ihrer Schwesterinstitution American Council on Germany, ebenfalls 1952 von John J. McCloy und Eric M. Warburg gegründet.  Der American Council on Germany ist eine Nichtstaatliche Organisation (NGO), welche mit dem Council on Foreign Relations affiliiert ist.
Zwischen der Atlantik-Brücke und dem ACG herrscht seit jeher ein reger Informations- und Personalaustausch. Ein Beispiel für diese Art von Zusammenkünften waren die Deutsch-Amerikanischen Konferenzen, die 1959 ins Leben gerufen wurden und in enger Zusammenarbeit mit dem American Council on Germany abwechselnd in Deutschland und den USA durchgeführt wurden. “The American Council on Germany has always been a strong actor in our relations with the United States”, wie der Staatsminister des Auswärtigen Amtes und Atlantik-Brücke-Mitglied Werner Hoyer im Dezember 2011 feststellte.

## Verdienstpreise bzw. Awards
Der Verein hat mehrere Verdienstpreise geschaffen: Den Vernon A. Walters Award, benannt nach dem US-Geheimdienstgeneral Vernon A. Walters, sowie den Eric-M.-Warburg-Preis, in Erinnerung an den Bankier  Eric M. Warburg. Geehrt werden Persönlichkeiten, die sich für besondere Verdienste des transatlantischen Verhältnisses und im Falle von Bertelsmann-Erbin Liz Mohn für die deutsch-israelischen Beziehungen bewährt gemacht haben. Unter den Preisträgern finden sich Henry Kissinger, George H. W. Bush, Condoleezza Rice, Helmut Kohl sowie Angela Merkel. 2012 wurde Gründungsmitglied, enger Freund Eric M. Warburgs und Alt-Bundeskanzler Helmut Schmidt mit dem Preis bedacht. Die Laudatio im Deutschen Historischen Museum hielt Angela Merkel.

## Kritik
Einige Mitglieder wie Casimir Prinz zu Sayn-Wittgenstein, Karlheinz Schreiber und Dieter Holzer waren in die Schwarzgeldaffäre der CDU Ende der 1990er Jahre involviert. Die Historikerin Anne Zetsche kritisiert, dass das transnationale state-private network nur zum Teil aus politisch legitimierten Personen bestehe und keine sachlichen oder nationalen Grenzen seiner Einflussnahme existierten. So habe es durch massive Beeinflussung dazu beigetragen, die deutschen Sozialdemokraten in den 1950er Jahren von ihrem antimilitarischen und neutralistischen Kurs abzubringen. Auch übe die Brücke über ihre zahlreichen Mitglieder aus der Medienlandschaft einen erheblichen Einfluss aus. Die mediale Einflussnahme sei nicht immer ersichtlich, auch „wenn – wie bei Anne Will geschehen – gleich mehrere Mitglieder der Atlantik-Brücke in einer TV-Sendung sitzen, um ‚kontrovers‘ über Syrien zu diskutieren“.